# كلارنس هوبارت
كلارنس هوبارت (بالإنجليزية: Clarence Hobart)‏ مواليد 27 يونيو 1870 في ماساتشوستس، الولايات المتحدة - الوفاة 2 أغسطس 1930 في آشفيل، الولايات المتحدة، كان لاعب كرة مضرب أمريكي بدأ مسيرته كمحترف سنة 1888 وكان يلعب باليد اليمنى، اعتزل اللعب في 1919. كما أنه أحد أبطال الجراند سلام. أعلى تصنيف له في الفردي كان المركز الـ 6 في سنة 1899.

## النهائيات

### الفردي

#### الوصافة (1)
| السنة | البطولة                     | المنافس      | النتيجة                 |
| 1891  | بطولة أمريكا المفتوحة للتنس | أوليفر كامبل | 6–2, 5–7, 9–7, 1–6, 2–6 |